# Arrondissement Saint-Pierre (Réunion)
Saint-Pierre is een arrondissement van het Franse overzees departement Réunion. De onderprefectuur is Saint-Pierre. Er is een gelijknamig arrondissement in het overzees departement Martinique.

## Indeling
Voor 2015 was het arrondissement samengesteld uit 10 gemeentes en 28 kantons. Door de hervormingen van de kantons bij decreet van 24 februari2014, die werden toegepast op 22 maart 2015, zijn de kantons gewijzigd. Dit gebeurde zonder rekening te houden met de grenzen van de arrondissementen, waardoor kantons nu soms in meerdere arrondissementen liggen.

### Kantons (voor 2015)
- Kanton Entre-Deux
- Kanton Petite-Île
- Kanton Saint-Joseph-1
- Kanton Saint-Joseph-2
- Kanton Saint-Louis-1
- Kanton Saint-Louis-2
- Kanton Saint-Louis-3
- Kanton Saint-Philippe
- Kanton Saint-Pierre-1
- Kanton Saint-Pierre-2
- Kanton Saint-Pierre-3
- Kanton Saint-Pierre-4
- Kanton Le Tampon-1
- Kanton Le Tampon-2
- Kanton Le Tampon-3
- Kanton Le Tampon-4
- Kanton Les Avirons
- Kanton L'Étang-Salé

### Kantons vanaf 2015
- Kanton L'Étang-Salé (deel)
- Kanton Saint-Joseph
- Kanton Saint-Louis-1
- Kanton Saint-Louis-2
- Kanton Saint-Pierre-1
- Kanton Saint-Pierre-2
- Kanton Saint-Pierre-3
- Kanton Le Tampon-1
- Kanton Le Tampon-2

### Gemeentes
- Les Avirons (sinds 2006)
- Cilaos
- Entre-Deux
- L'Étang-Salé (sinds 2006)
- Petite-Île
- Saint-Joseph
- Saint-Louis
- Saint-Philippe
- Saint-Pierre
- Le Tampon

Voor 2006 maakten Les Avirons en L'Étang-Salé deel uit van het arrondissement Saint-Paul.